# Aïn Lahdjar
Aïn Lahdjar è un comune dell'Algeria, situato nella provincia di Sétif.